# Brodobrzanka
Brodobrzanka (Catabrosa) – rodzaj roślin należący do rodziny wiechlinowatych. Według niektórych ujęć jest to takson monotypowy z gatunkiem – brodobrzanką wodną, będącym równocześnie gatunkiem typowym. Dawniej zaliczany był on do różnych rodzajów (Molinia, Glyceria, Aira, Poa). Według bazy taksonomicznej Plants of the World online należy tu 7 gatunków szeroko rozprzestrzenionych na półkuli północnej, a poza tym obecnych w południowych krańcach Ameryki Południowej i Afryki. Do flory Polski należy jeden gatunek – brodobrzanka wodna Catabrosa aquatica.

## Systematyka
Pozycja systematyczna według APweb (aktualizowany system APG IV z 2016)
Rodzaj należący do rodziny wiechlinowatych (Poaceae), rzędu wiechlinowców (Poales). W obrębie rodziny należy do podrodziny wiechlinowych (Pooideae), plemienia Poeae, podplemienia Puccinelliinae.
Pozycja w systemie Reveala (1994–1999)
Gromada okrytonasienne (Magnoliophyta Cronquist), podgromada Magnoliophytina Frohne & U. Jensen ex Reveal, klasa jednoliścienne (Liliopsida Brongn.), podklasa komelinowe (Commelinidae Takht.), nadrząd Juncanae Takht., rząd wiechlinowce (Poales Small), rodzina wiechlinowate (Poaceae (R. Br.) Barnh.), rodzaj brodobrzanka (Catabrosa P.B.).
Wykaz gatunków
- Catabrosa afghanica Tzvelev
- Catabrosa aquatica (L.) P.Beauv. – brodobrzanka wodna
- Catabrosa bogutensis Punina & Nosov
- Catabrosa drakensbergensis (Hedberg & I.Hedberg) Soreng & Fish
- Catabrosa ledebourii Punina & Nosov
- Catabrosa longissima Tzvelev
- Catabrosa werdermannii (Pilg.) Nicora & Rúgolo